# 1,2-Dihidroksi-3-metil-1,2-dihidrobenzoat dehidrogenaza
1,2-Dihidroksi-3-metil-1,2-dihidrobenzoat dehidrogenaza (EC 1.3.1.59, 1,6-dihidroksi-5-metilcikloheksa-2,4-dienkarboksilatna dehidrogenaza, 1,6-dihidroksi-5-metilcikloheksa-2,4-dienekarboksilat:+ oksidoreduktaza (dekarboksilacija)) je enzim sa sistematskim imenom 1,6-dihidroksi-5-metilcikloheksa-2,4-dien-1-karboksilat:+ oksidoreduktaza (dekarboksilacija). Ovaj enzim katalizuje sledeću hemijsku reakciju
1,6-dihidroksi-5-metilcikloheksa-2,4-dien-1-karboksilat + NAD+ {\displaystyle \rightleftharpoons } 3-metilkatehol + CO2 + NADH
Ovaj enzim učestvuje u degradaciji m-ksilena kod bakterija.

## Literatura
- Nicholas C. Price; Lewis Stevens (1999). Fundamentals of Enzymology: The Cell and Molecular Biology of Catalytic Proteins (Third изд.). USA: Oxford University Press. ISBN 019850229X.
- Eric J. Toone (2006). Advances in Enzymology and Related Areas of Molecular Biology, Protein Evolution (Volume 75 изд.). Wiley-Interscience. ISBN 0471205036.
- Branden C; Tooze J. Introduction to Protein Structure. New York, NY: Garland Publishing. ISBN 0-8153-2305-0.
- Irwin H. Segel. Enzyme Kinetics: Behavior and Analysis of Rapid Equilibrium and Steady-State Enzyme Systems (Book 44 изд.). Wiley Classics Library. ISBN 0471303097.

## Spoljašnje veze
- 1,2-dihydroxy-3-methyl-1,2-dihydrobenzoate+dehydrogenase на 